# Rhipsalis oblonga
Rhipsalis oblonga  es una especie de planta fanerógama de la familia Cactaceae. Es endémica de Bahía, Río de Janeiro, São Paulo y Espírito Santo en Brasil. Su hábitat natural son los bosques de tierras bajas tropicales o subtropicales. Está tratada en peligro de extinción por pérdida de hábitat. Es una especie rara en la vida silvestre.
Es una planta perenne carnosa, cilíndrica-suspendida  y  con las flores de color blanco.

## Sinonimia
- Rhipsalis crispimarginata

## Fuente
- Taylor, N.P. 2002.  Rhipsalis oblonga.   2006 IUCN Red List of Threatened Species.   Bajado el 23-08-07.